# Diedersdorf (Jerichower Land)

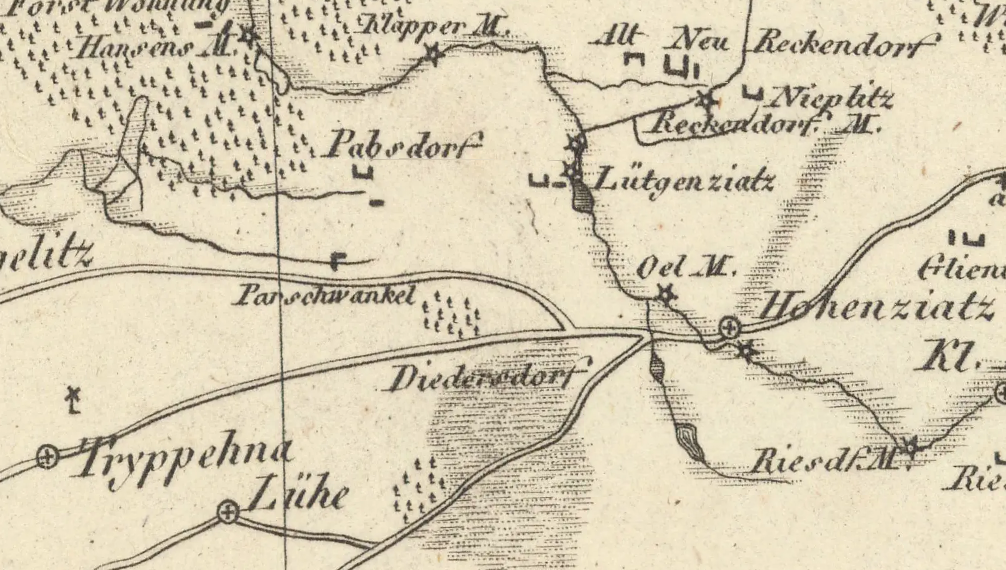
Karte "49. Theil von der Mittel-Mark " von Friedrich Wilhelm Streit aus dem Jahr 1813 mit der Verzeichnung Diedersdorf.

Diedersdorf war ein heute wüst liegendes Dorf im Gebiet des Landkreises Jerichower Land.

## Geographie
Diedersdorf lag etwa 3 km südöstlich von Pabsdorf, 2, 4 km südwestlich von Lüttgenziatz sowie 4,3 km nordöstlich von Möckern in einem stark bewaldeten Gebiet.
Die Dorfstelle befand sich an einer Wegegabelung, die heute als "Stern Möckern" bekannt ist. Nördlich finden sich noch die Überreste eines alten Brunnens.